# 이건희 (2005년)
이건희(李建熙, 2006년 3월 11일 ~ )는 대한민국의 축구 선수로 포지션은 오른쪽 풀백이며 현재 K리그2 수원 삼성 블루윙즈 소속이다.